# Ogden Dunes
Ogden Dunes is een plaats (town) in de Amerikaanse staat Indiana, en valt bestuurlijk gezien onder Porter County. De plaats is genoemd naar Francis A. Ogden, die tot zijn dood in 1914 eigenaar was van het land waar de plaats nu ligt. Ogden Dunes ligt in de duinen aan het Michiganmeer.

## Demografie
Bij de volkstelling in 2000 werd het aantal inwoners vastgesteld op 1313.
In 2006 is het aantal inwoners door het United States Census Bureau geschat op 1281, een daling van 32 (-2.4%).

## Geografie
Volgens het United States Census Bureau beslaat de plaats een oppervlakte van 3,7 km², waarvan 1,9 km² land en 1,8 km² water.

## Plaatsen in de nabije omgeving
De onderstaande figuur toont nabijgelegen plaatsen in een straal van 12 km rond Ogden Dunes.